# Ácido fluoroacético
El ácido fluoroacético es un compuesto organofluorado con la fórmula química FCH
2CO
2H Es un sólido incoloro que se caracteriza por su toxicidad relativamente alta. La base conjugada, fluoroacetato, se encuentra de forma natural en al menos 40 plantas en Australia, Brasil y África. Es uno de los cinco únicos productos naturales conocidos que contienen organofluorados.

## Toxicidad
El ácido fluoroacético es un metabolito nocivo de algunos fármacos que contienen flúor (dosis letal media, LD50 = 10 mg/kg en humanos). Las fuentes metabólicas más comunes de ácido fluoroacético son las fluoroaminas y los fluoroéteres. El ácido fluoroacético puede alterar el ciclo de Krebs. El metabolito del ácido fluoroacético es el ácido fluorocítrico y es muy tóxico porque no es procesable por la aconitasa en el ciclo de Krebs (donde el fluorocitrato reemplaza al citrato como sustrato). La enzima se inhibe y el ciclo deja de funcionar.
A diferencia del ácido fluoroacético, el ácido difluoroacético y el ácido trifluoroacético son mucho menos tóxicos. Su pKa es 2,66, en contraste con 1,24 y 0,23 para el ácido di-trifluoroacético respectivamente.

## Usos
El ácido fluoroacético se utiliza para fabricar pesticidas, especialmente rodenticidas (véase fluoroacetato de sodio). Se proyecta que el mercado en general aumentará a un ritmo considerable durante el período de pronóstico, de 2021 a 2027.